# Air Creebec
A Air Creebec é uma empresa aérea com sede em Val-d'Or, Quebec, Canadá, foi fundada em 1982.

## Frota
Em dezembro de 2017:
- Beechcraft King Air: 1
- de Havilland Canada Dash 8: 16
- Hawker Siddeley HS 748: 2